# 체리 폴스
《체리 폴스》(영어: Cherry Falls)는 미국에서 제작된 제프리 라이트 감독의 1999년 미스터리 범죄 스릴러 코미디 슬래셔 영화이다. 브리트니 머피 등이 출연하였고, 마셜 퍼싱어 등이 제작에 참여하였다.

## 줄거리
버지니아주 체리 폴스 외곽 숲에서 십 대 커플 로드 하퍼(제시 브래드퍼드)와 스테이시 트웰프만(브레 블레어)은 차 안에서 낭만적인 시간을 보내던 중 검은 머리 여성이 나타나 두 사람을 살해한다. 한편, 마을에서는 지역 보안관의 딸인 십 대 소녀 조디 마켄(브리트니 머피)이 남자친구 케니(가브리엘 만)와 함께 있는데, 케니는 이제 "다른 사람들을 만날" 때라고 생각한다. 집으로 돌아온 조디는 아버지 브렌트(마이클 빈)를 만나 통금 시간을 넘겨 외출한 조디에게 화를 낸다. 다음 날, 브렌트와 그의 동료들은 살인 사건을 수사하기 시작한다. 범인은 두 피해자의 몸에 "처녀"라는 단어를 새겨 넣었다. 학교에서 브렌트는 영어 선생님 레너드 말리스턴(제이 모어)을 만난다. 말리스턴은 브렌트에게 학생들과 마을 사람들에게 살인 사건의 자세한 내용을 알려 비밀이 드러날 가능성을 없애라고 재촉한다. 역시 처녀였던 애넷 두월드는 다른 두 십 대 소녀와 같은 방식으로 집에 혼자 있다가 살해당한다. 마을의 안전을 걱정한 브렌트는 고등학교에서 학부모들에게 사건의 경위를 알리기 위한 회의를 소집한다. 학생들은 초대받지 않았지만, 조디와 방과 후에 남아 있던 친구 티미가 회의를 목격한다. 티미는 조디의 휴대전화를 빌려달라고 부탁하고 계단으로 내려가 전화를 건다. 조디는 그를 찾으러 아래층으로 내려가 탈의실에서 그의 시신을 발견한다. 조디는 범인과 마주치고 범인에게 공격을 받지만, 간신히 탈출한다. 경찰서에서 조디는 경찰관에게 범인에 대해 설명하고, 경찰관은 합성 사진을 찍는다. 브렌트는 옛 친구이자 현 고등학교 교장인 톰 시슬러에게 용의자가 "로라 리 셔먼"과 닮았다고 털어놓는다. 두 사람은 눈에 띄게 긴장하고, 조디는 그들의 대화를 엿듣는다. 학교로 돌아온 조디와 케니는 화해한다. 나중에 조디는 어머니에게서 로라 리에 대한 이야기를 듣게 된다. 25년 전, 로라 리는 고등학교 시절 외톨이였다. 그녀는 브렌트와 교장을 포함한 학교에서 인기 있는 네 명의 남자아이들에게 어느 날 밤 강간당했다고 주장했다. 그녀의 울음소리는 아무 소용이 없었고, 그녀는 도시를 떠나 시골로 향했다. 그곳에서 그녀는 다시는 보이지 않았고 소식도 들리지 않았다. 진실을 알게 된 조디는 부모님의 위선에 실망하여 케니의 집을 찾아간다. 두 사람은 이야기를 나누고, 부모님에게 화가 난 조디는 케니와 성관계를 가지려고 한다. 케니는 거부하고, 조디는 화가 나서 집을 나간다. 살인범이 처녀들을 노린다는 소식을 접한 마을의 고등학생들은 버려진 사냥 오두막에 모여 집단 난교를 벌인다. 브렌트는 시슬러를 만나러 학교에 갔지만, 교장 선생님이 사무실에 죽어 있고 이마에 "처녀 아님"이라는 글귀가 새겨져 있는 것을 발견한다. 브렌트가 미처 반응하기도 전에 그는 살인범에게 기절한다. 케니와 함께 난교에 참석하기를 거부했던 조디는 자전거를 타고 가다가 말리스턴 씨의 집 앞을 지나가다가 그가 무거운 트렁크를 끌고 안으로 들어가는 것을 목격한다. 조디는 그가 트렁크를 집 안으로 옮기도록 돕고, 그는 무심코 그녀의 아버지가 트렁크 안에 있다고 말한다. 조디는 트렁크를 열고 맞고 피투성이가 된 아버지를 발견한 후, 의식을 잃는다. 난교에서 케니는 여자와 잠자리를 하려다 망설이다가 조디를 찾으러 떠난다. 차를 몰고 가던 그는 말리스턴 씨 집 밖에 그녀의 자전거가 있는 것을 보고 당황한다. 지하실에서 말리스턴은 가발을 쓰고 화장을 하며 로라 리 셔먼으로 "변신"한다. 말리스턴은 자신이 로라 리 셔먼의 사생아임을 밝히고 브렌트에게 25년 전 그날 밤 있었던 일을 다시 말해 달라고 부탁한다. 브렌트는 자신을 포함한 네 명의 소년이 실제로 로라 리를 강간했다고 밝힌다. 말리스턴은 강간 후 어머니가 학대하는 "사이코"가 되었고, 강간범 중 한 명이 자신의 아버지라고 말한다. 이는 브렌트가 사실 말리스턴의 친아버지라는 암시를 담고 있다. 말리스턴은 처녀들을 표적으로 삼음으로써 부유한 부모들로부터 "소중한 처녀 아이들"을 빼앗으려 한다. 케니가 집에 들어가 조디를 풀어주고, 브렌트는 말리스턴과 싸우다가 말리스턴에게 잔혹하게 살해당한다. 조디와 케니는 난장판 속으로 도망치지만, 말리스턴은 맹렬하게 추격하여 도중에 보안관을 죽인다. 말리스턴은 도끼를 휘두르며 안으로 뛰어들고, 공황 상태가 발생한다. 당황한 학생들을 마구 찌르고 도망치려던 말리스턴은 조디와 케니와 싸우고, 케니는 난투극에서 중상을 입는다. 결국 말리스턴은 조디에게 발코니에서 밀려나 울타리 기둥에 찔린다. 처음에는 죽은 것처럼 보였지만, 잠시 되살아난 후 보안관보 미나에게 총격을 당하고, 미나는 그에게 권총 두 발을 발사한다. 다음 날, 조디는 경찰에게 살인 이유를 숨기고 어머니와 함께 경찰서를 떠난다. 마을을 떠나던 조디는 로라 리 셔먼과 닮은 사람이 움직이는 스쿨버스 뒤로 사라지는 것을 목격한다. 영화는 마을 외곽의 폭포가 붉게 물드는 장면으로 끝난다.

## 출연진
- 브리트니 머피
- 제이 모어
- 게이브리얼 맨
- 마이클 빈
- 제시 브래드퍼드
- DJ 퀄스
- 크리스틴 밀러
- 캔디 클라크
- 어맨다 앵카
- 조 인스코
- 내털리 램지
- 더글러스 스페인
- 브리 블레어
- 마이클 웨스턴
- 케럼 멀리키샌체즈
- 비키 데이비스
- 클레먼타인 포드
- 재커리 나이턴

## 기타 제작진
- 배역: 조해나 레이
- 미술: 마레크 도브로볼스키
- 의상: 루이즈 프로글리